# Harbin Z-9
El Harbin Z-9 (designación OTAN "Haitun") es un helicóptero utilitario militar mediano de la República Popular China con variantes para transporte, transporte VIP, pasaje y emergencias civiles como el Z-9EH. Originalmente fue una versión construida bajo licencia del Eurocopter AS 365 Dauphin francés. Lo fabrica la Harbin Aircraft Manufacturing Corporation.

## Diseño y desarrollo

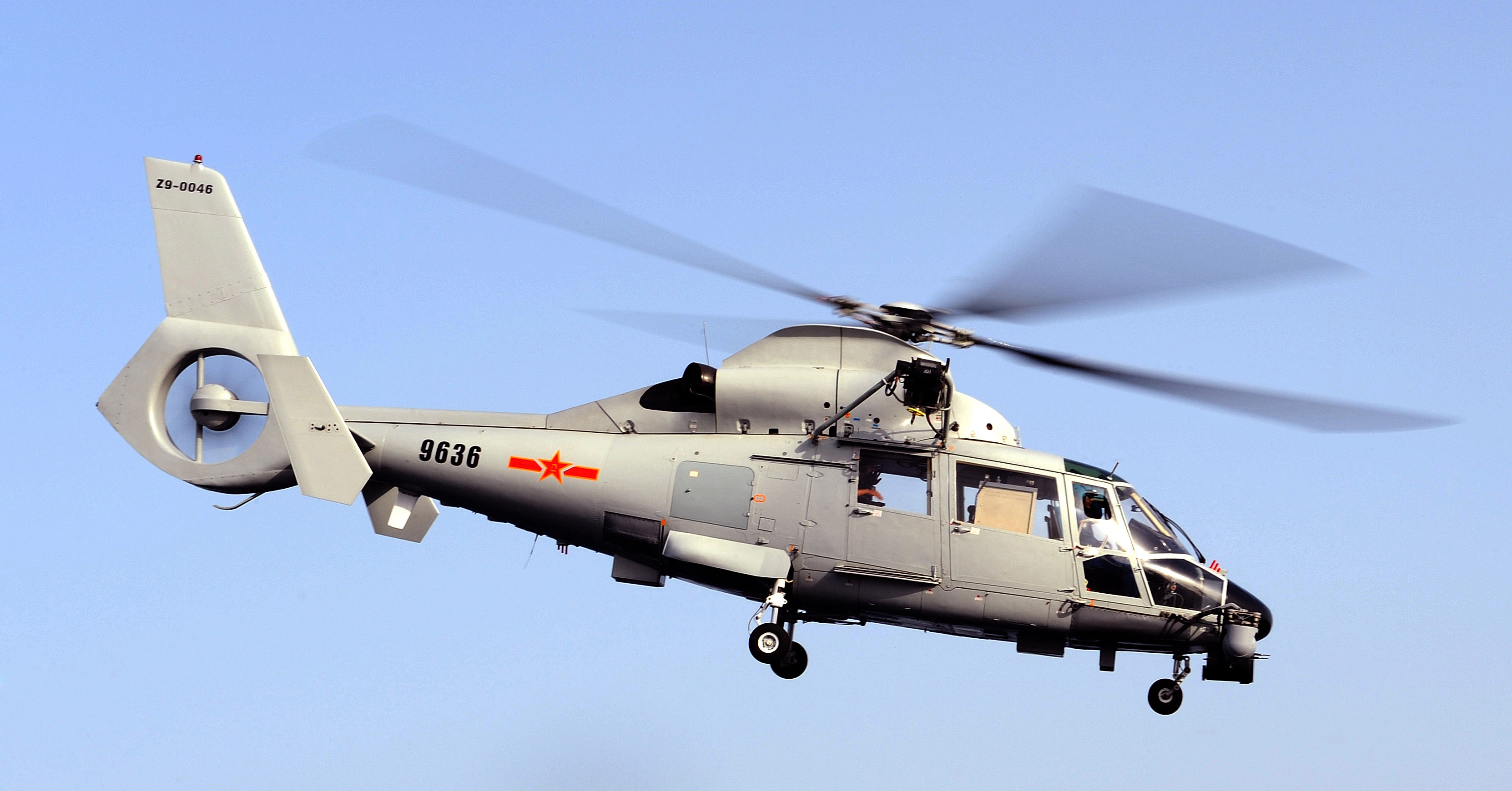
Un helicóptero de la versión naval china del Harbin Z-9

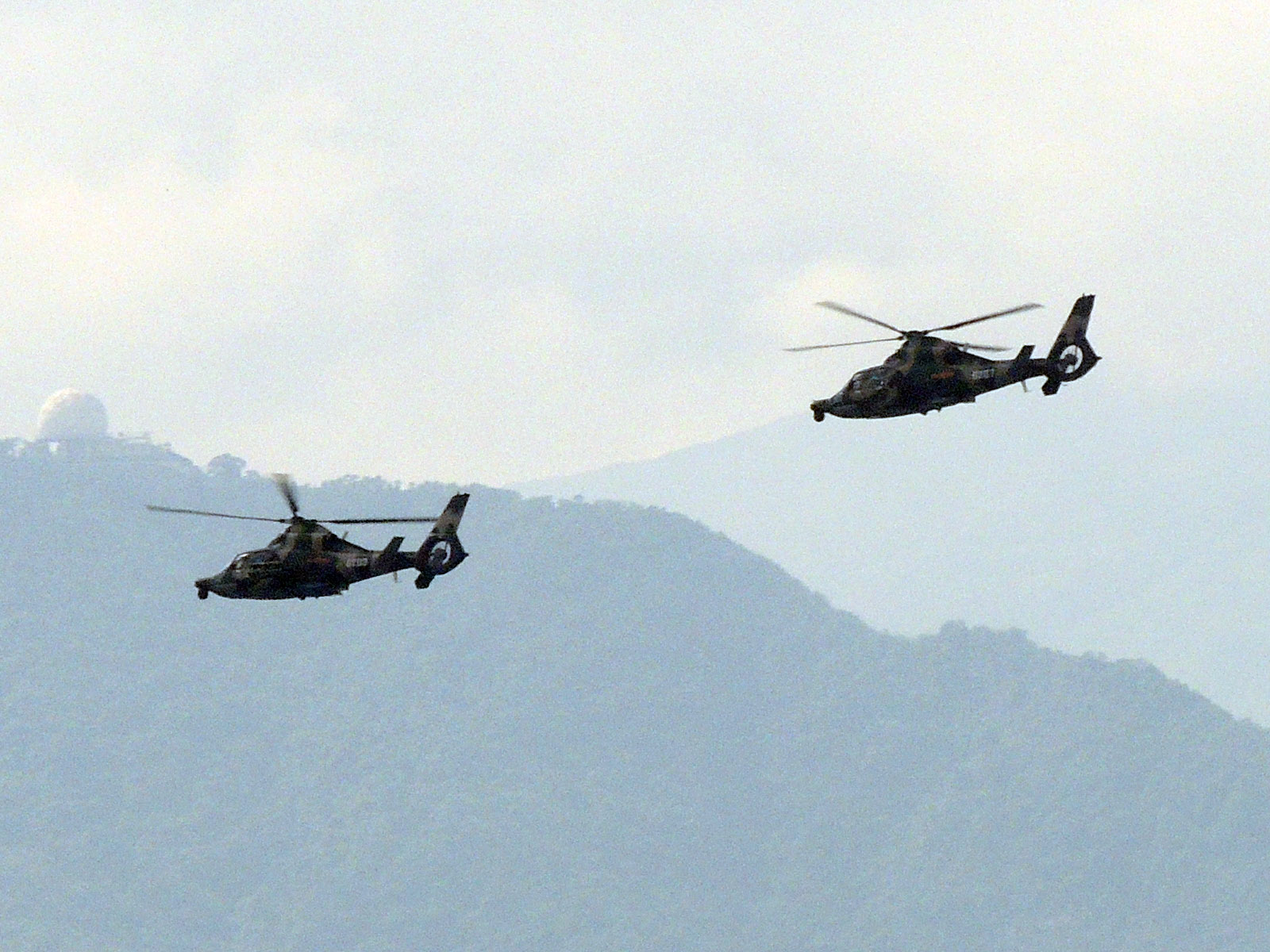
Harbin Z-9W

El primer Z-9 voló en 1981, y fue construido en China con componentes suministrados por Aérospatiale, pero a principios de la década de 1990 el Z-9B fue construido con cerca del 70% de componentes chinos.
El 16 de enero de 1992, la variante nacional del Z-9B construida con más del 70% de partes chinas voló exitosamente. Los vuelos de prueba concluyeron en noviembre de 1992, con el certificado de diseño para el próximo mes. La producción del Z-9B comenzó en 1993, entrando en servicio del EPL en 1994.
Las características 11 cuchillas Fenestron carenadas del Z-9B en el rotor de cola, más anchas, eran hojas fabricadas completamente de material compuesto que sustituían a las 13 palas del AS 365N. Como transporte ligero de tropas tácticas, el Z-9 tiene la capacidad para transportar 10 soldados bien armados.
En general, el Z-9 es idéntico al AS 365N Dauphin, aunque las variantes posteriores de la Z-9 incorporan más materiales compuestos para aumentar la resistencia estructural y bajar la firma radar. El helicóptero tiene cuatro palas en el rotor principal, con dos motores de turboeje montado al lado del otro en la parte superior de la cabina con diseño de motor idéntico al AS 365N. El fuselaje en forma de lágrima del Z-9 remata en una afilada pluma a la aleta de la cola, con punta redondeada y la intensificación de la cabina, y el tren de aterrizaje retractable y toda la parte inferior plana.

## Variantes

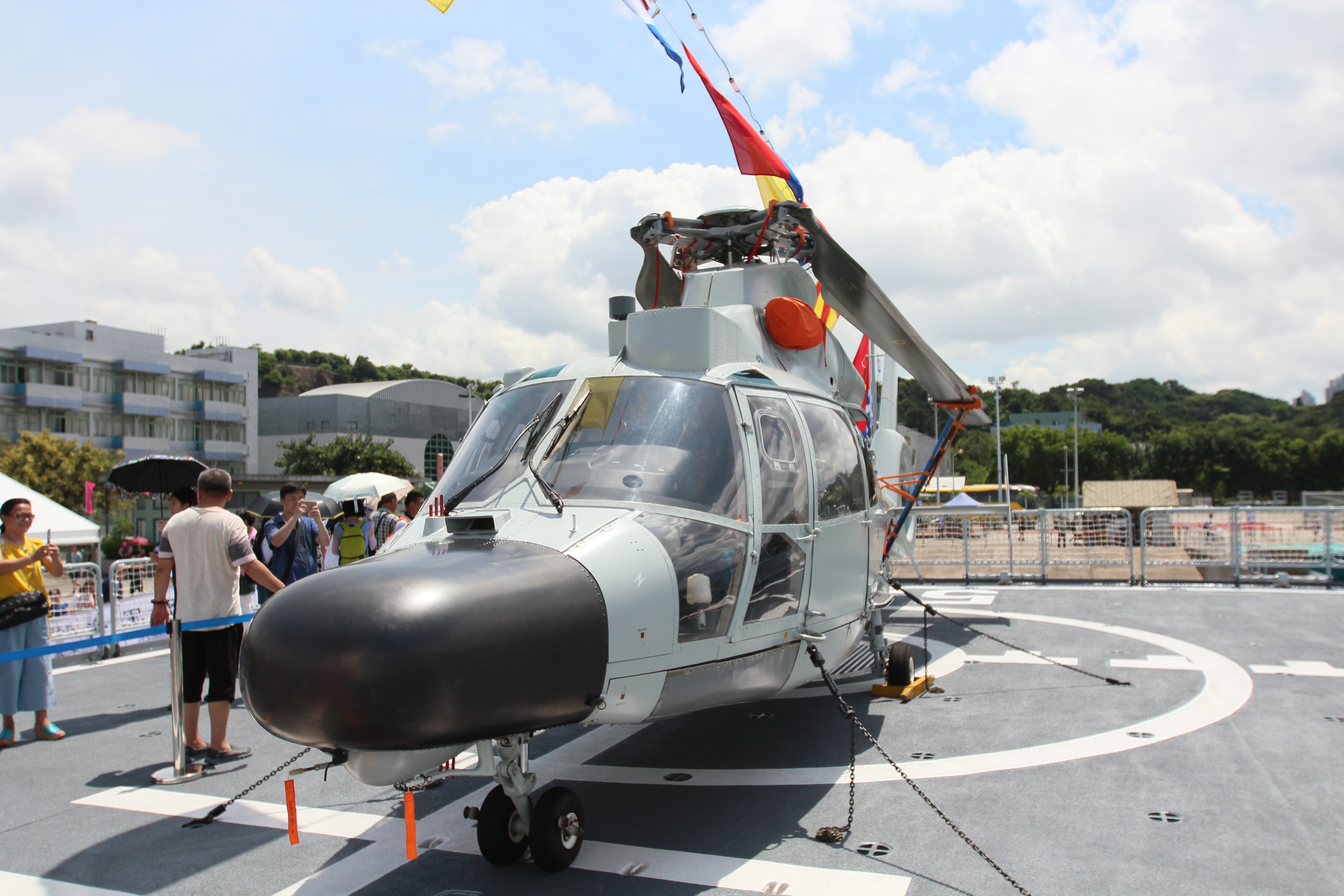
PLAN Z-9C

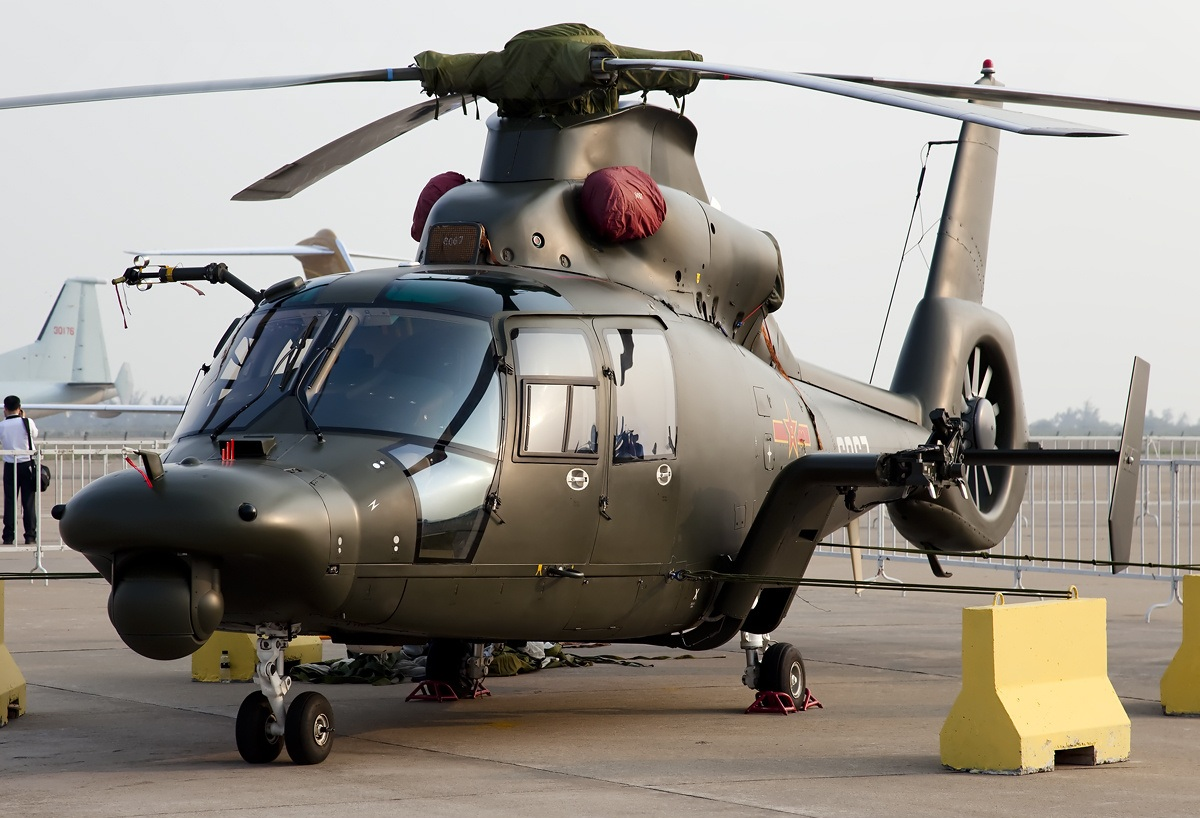
Harbin Z-9WA

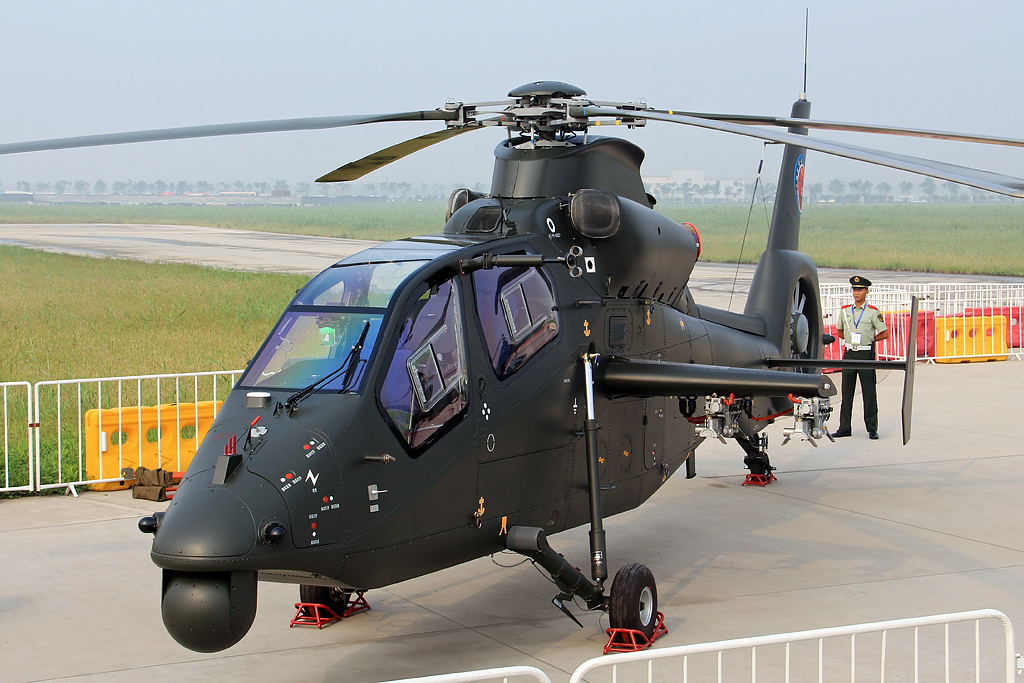
Harbin Z-19

Una variante armada ha sido desplegado por el EPL desde la década de 1990 como el WZ-9 o Z-9W, con torres equipadas para misil antitanque . Estos helicópteros no tienen la capacidad de maniobra y capacidad de supervivencia de un helicóptero de ataque adecuado, y se limita a proporcionar un recurso provisional durante el desarrollo del WZ-10. La última versión armada, Z-9 W, fue presentado en 2005 y tiene capacidades de ataque nocturno, con TV de luz mínima y unidad Unidad de observación y seguimiento térmica .
La versión naval fue introducida en la década de 1990 y es conocida como el Z-9C. Así con funciones SAR y ASW, el Z-9C se puede equipar con un radar de búsqueda de superficie de banda X KLC-para detectar en la superficie objetivos más allá del alcance de los sistemas de radar de a bordo.
- Z-9: Versión china construida a licencia del AS.365N1.
- Z-9A: Versión china del AS.365N2.
- Z-9A-100: Prototipos para el mercado doméstico con motores WZ8A .Primer vuelo el 16 de enero de 1992, aprobad el30 de diciembre de 1992.
- Z-9B: Versión inicial basada en el Z-9A-100. Multi-rol .
- Z-9C: Versión china producida a licencia dl Eurocopter AS.565 Panther dada a la Fuerza Aérea del Ejército de Liberación Popular.
- Z-9EC: Variante de ASW.
- Z-9EH: Variante de transporte, pasaje y/o emergencias médicas.[2]
- Z-9W (WZ-9) y Z-9WE: Versión armada con armamento montado y giro estabilizado en la torre, y mira sobre el tejado de vista óptico. Z-9G Versión de exportación, mira montada en el techo opcional . Las nuevas versiones nocturnas se han construido con FLIR montado en la nariz.
- H410A: Versión con motores turboshaft de 635 kW WZ8C. El Primer vuelo fue en septiembre de 2001, con certificación CAAC del 10 de julio de 2002. Uno está equipado con el nuevo sistema Mast-Mounted Sighting (MMS) .
- H425: Versión VIP moderna y mejorada del H410A.
- H450: Desarrollo proyectado.
- WZ-19: Helicóptero de ataque con asientos en tándem. El WZ-19 del Grupo AVIC, comparte una planta de energía igual al WZ-9WA. Informes de prensa afirma que el helicóptero de ataque WZ-19, completó su primer vuelo en mayo del 2010 . Las fotos se han publicado en los foros de internet chinos a principios de 2011. En septiembre de 2010, un prototipo de helicóptero de ataque WZ-19 se estrelló durante un vuelo de prueba.[5] Actualmente en servicio.

## Usuarios
China
- Ejército de Liberación del Pueblo

 Bangladés
- Armada de Bangladés[6]

 Bolivia

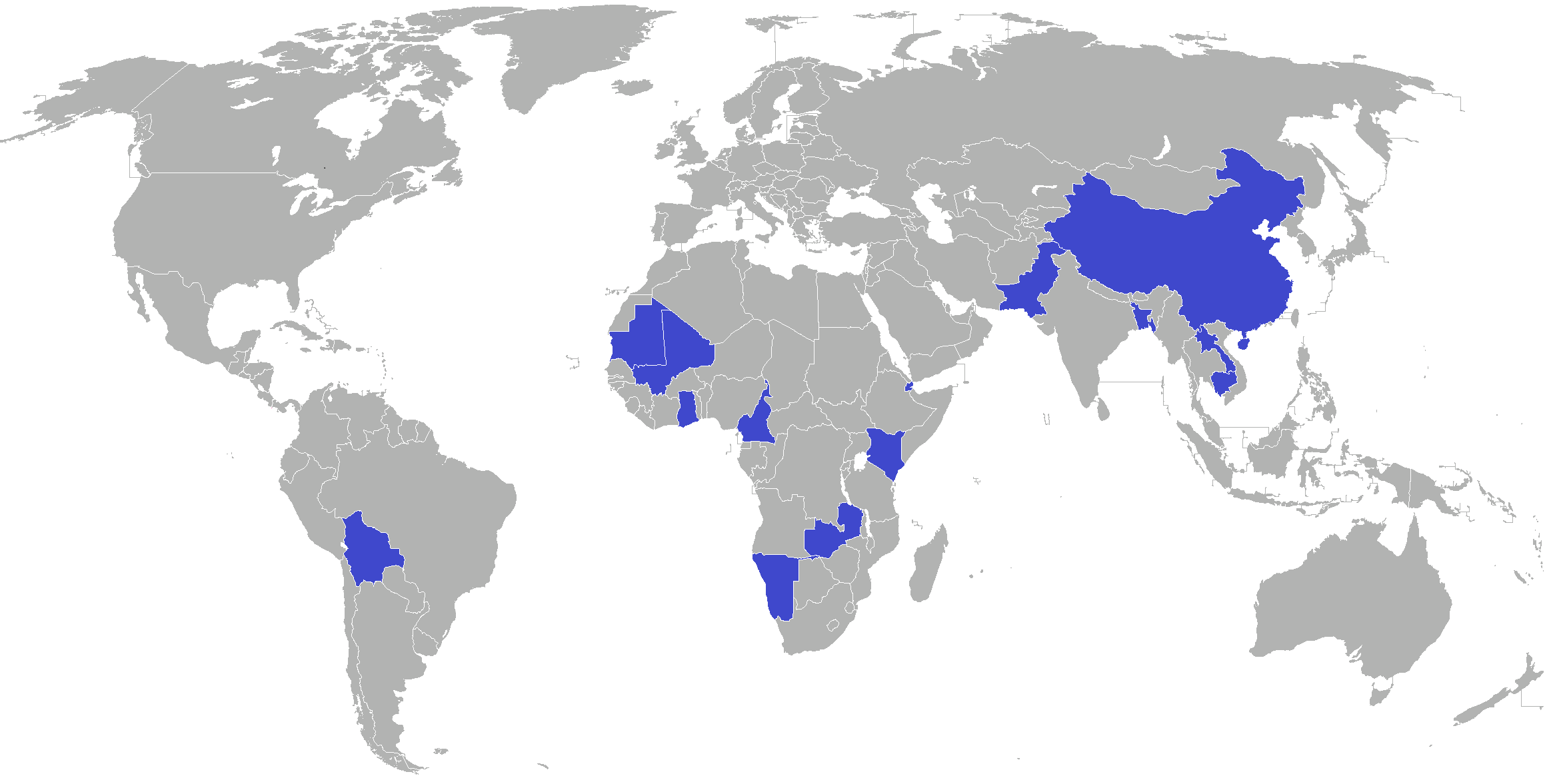
Países operadores del helicóptero Harbin Z-9.

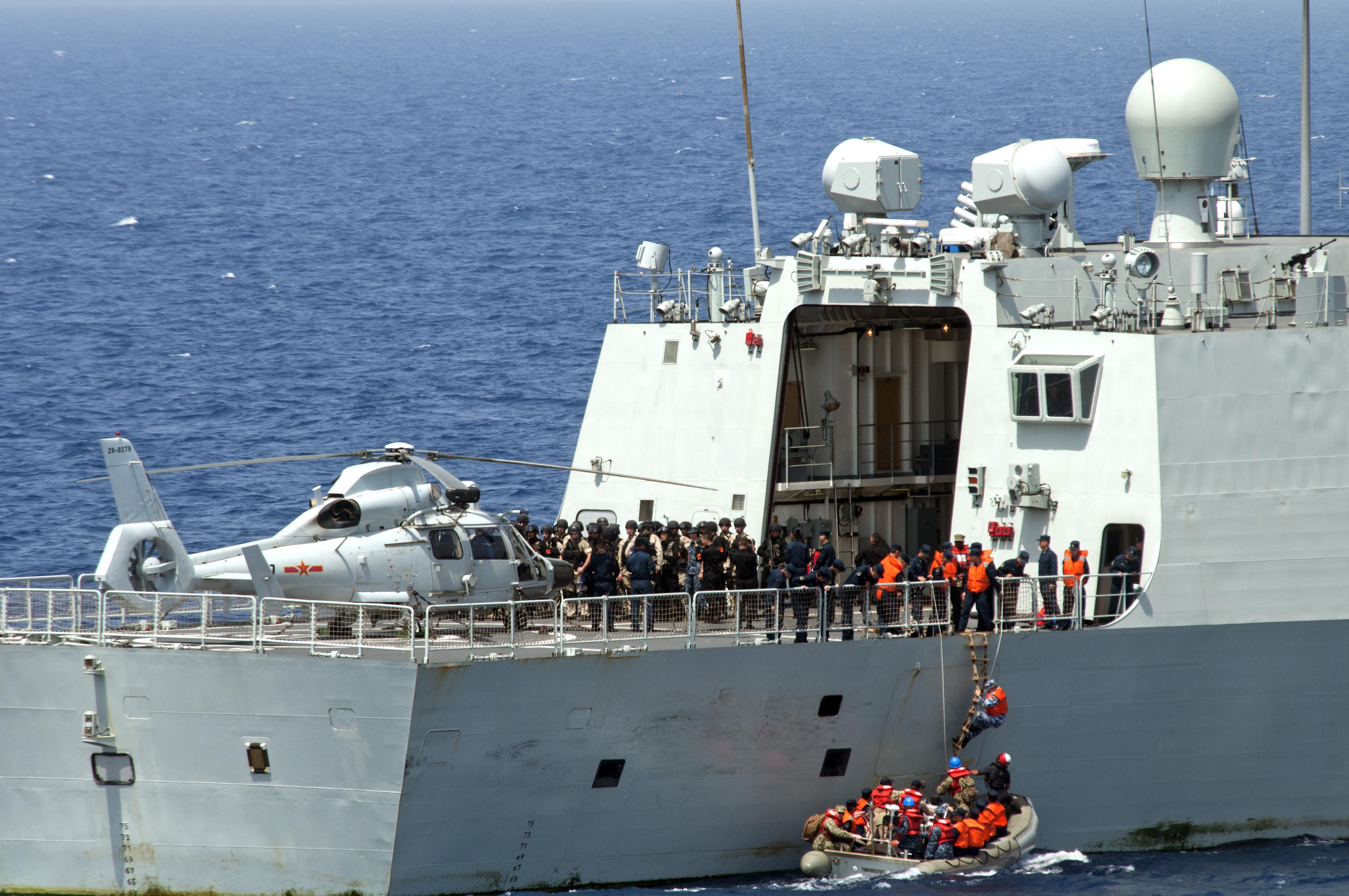
Un Z-9 a bordo de la cubierta de popa de la fragata Tipo 054A Yiyang durante un ejercicio bilateral de lucha contra la piratería entre China y EE. UU. en 2012.

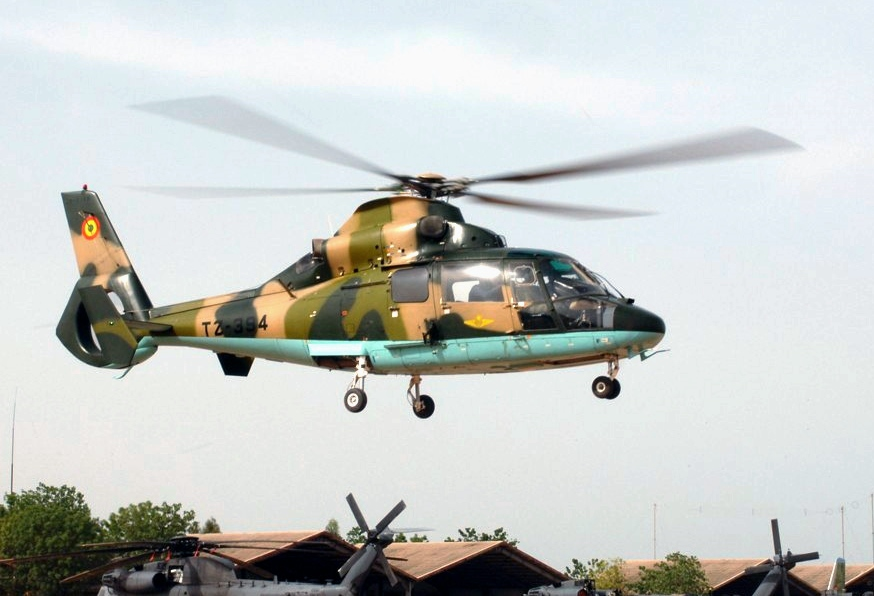
Un Harbin Z-9B de las Fuerzas Armadas de Malí

- Ejército de Bolivia - 6 Helicópteros fueron entregados al Ejército el 13 de julio de 2014.[7]

 Cabo Verde
- Fuerzas Armadas de Cabo Verde.

 Guinea Ecuatorial
- Fuerzas Armadas de Guinea Ecuatorial: adquisición de 2 unidades en 2024, posibles nuevas adquisiciones en el futuro.[8]

 Egipto
- Fuerza Aérea de Egipto[9][10]

 Kenia
- Militares de Kenia - 4 Z-9WA helicópteros cañoneros[11]

 Laos
 Mali
 Mauritania
 Pakistán
- Armada de Pakistán - Brazo aeronaval de Pakistán - variante Z-9EC de ASW introducida en 23 de septiembre de 2009, configurado con el radar de pulso comprimido, sonar de baja frecuencia de inmersión, receptor de alerta radar y sistema de navegación Doppler. Armados con torpedos.[12] Será el elemento aéreo a portar por las fragatas de la clase F-22P "Zulfiqar".[13]

 Zambia
- Fuerza Aérea de Zambia

## Especificaciones (Z-9B)
Referencia datos: SinoDefence.com

### Características generales
- Tripulación: 2 pilotos (1 o 2 en otras variantes.)
- Capacidad: 10 soldados armados; en la variante Z-9EH, 1 piloto + 9 pasajeros con equipaje o carga equivalente, 2 pilotos + 8 pasajeros con equipaje o carga equivalente, o 2 pilotos + 1 camilla + 2 sanitarios + 1 acompañante.[2]
- Carga: 2.038 kg
- Longitud: 13,46 m (sin rotores); 13,68 m (con rotores)
- Altura: 3,47 m
- Peso vacío: 2.050 kg
- Peso máximo al despegue: 4.100 kg
- Planta motriz: 2× Turboshaft Turbomeca Arriel-1C1 (producido bajo licencia como WZ-8A).
  - Potencia: 632 kW cada uno.

### Rendimiento
- Velocidad máxima operativa (Vno):  315 km/h, 195 mph
- Velocidad crucero (Vc): 285 km/h, 173 mph
- Alcance: Hasta 1000 km con 2 depósitos internos de combustible auxiliar
- Techo de vuelo: 6.000 m

### Armamento
- Cañones: 2× Variantes bajo licencia del AM-23, NR-23  en calibre 23 mm
- Cohetes: Cohetes no guiados de 57 y 80mm
- Misiles: misiles antitanques HJ-8 
 Misiles aire-aire TY-90
- Otros: Torpedo ET52 
 Pods de armas